# Spongiophyton
Spongiophyton ist ein Fossil aus dem Devon, das von verschiedensten Fundorten weltweit bekannt ist. Es wurde als koloniebildendes Tier, als Alge, Gefäßpflanze und als Moos interpretiert. 
Die Exemplare sind rund 2,5 cm lang und bestehen aus verzweigten Achsen mit abgerundeten Enden. Eine Seite des Thallus trägt kreisrunde Poren von 200 bis 300 Mikrometer Durchmesser. Diese werden mit den Poren moderner Lebermoose wie Marchantia verglichen. Sie könnten dem Gasaustausch gedient haben und stellen möglicherweise ein Übergangsstadium in der Evolution von Spaltöffnungen dar. Ihr Vorhandensein führte auch zur Interpretation, dass Spongiophyton in einer trockenen Umwelt wuchs. Dies wird auch durch das Vorhandensein einer Cuticula oder Cuticula-ähnlichen Oberflächenschicht gestützt, die den Thallus bedeckt. An der Seite mit den Poren ist diese Schicht dreimal so dick wie auf der anderen Seite ohne Poren. 
Weder innere Gewebe noch Fortpflanzungsorgane sind bekannt.

## Belege
- Thomas N. Taylor, Edith L. Taylor, Michael Krings: Paleobotany. The Biology and Evolution of Fossil Plants. Second Edition, Academic Press 2009, ISBN 978-0-12-373972-8, S. 185f.